# May Allison
May Allison, född 14 juni 1890 i Rising Fawn, Georgia, USA, var en amerikansk skådespelare. Hon var den yngsta av fem syskon. Hon avled den 27 mars 1989 i Bratenahl, Ohio, USA.
Hon var en blond stjärna under stumfilmseran. Under första världskriget var hon tillsammans med Harold Lockwood ett av de första romantiska paren på filmduken. Hon förblev populär fram till slutet av 1920-talet, då hon drog sig tillbaka för att vårda sin sjuke make, James Quirk, som var redaktör för tidskriften "Photoplay Magazine"; Quirk avled 1932.

## Filmografi (urval)
- A Fool There Was (1915)
- The Masked Rider (1916)
- Almost Married (1919)
- The Woman Who Fooled Herself (1922)
- Flapper Wives (1924)
- The Telephone Girl (1927)